# Dusona magnifica
Dusona magnifica là một loài tò vò trong họ Ichneumonidae.